# Issam El Adoua
Issam El Adoua, né le 9 décembre 1986 à Casablanca, est un footballeur international marocain. Il évolue au poste de défenseur central à Al Dhafra.

## Carrière

### En club
Formé au Wydad Casablanca, Issam El Adoua entre dans l'équipe première en 2005, et joue son premier match en juin 2006 face à l'Olympique de Khouribga.
Durant l'hiver 2009, il effectue un court essai avec le RC Lens, et prend part à la deuxième mi-temps du match amical opposant Lens à Valenciennes.
Le 9 juin 2009, il signe officiellement au RC Lens pour deux saisons. En janvier 2010, il est prêté pour six mois au FC Nantes.
Il signe le 30 août 2010, avec le club koweïtien du Qadsia SC où il se révèle être un des meilleurs défenseurs de la Koweït Premier League.
Le 4 juin 2011, il est transféré dans le club portugais de Vitória Guimarães. Il signe un contrat de 2 ans.
Issam rejoint le club espagnol de Levante UD au terme de son contrat avec l'équipe portugaise de Vitória Guimarães.

## Palmarès

### En club
| - Wydad de Casablanca - Ligue des champions arabes - Finaliste (2) : 2008 et 2009. |  | - Qadsia SC - Championnat du Koweït de football - Vainqueur : 2011. |  | - Vitória Guimarães - Supercoupe du Portugal - Finaliste : 2011. - Coupe du Portugal - Vainqueur : 2013. |

#### Distinction personnelle
- 2011 : Meilleur défenseur de Koweït Premier League[réf. nécessaire].

## Statistiques
| Saison                | Club                  | Championnat           | Championnat | Championnat | Coupe nationale | Coupe nationale | Coupe de la Ligue | Coupe de la Ligue | Supercoupe | Supercoupe | Compétition(s) continentale(s) | Compétition(s) continentale(s) | Compétition(s) continentale(s) | Maroc | Maroc | Total | Total |
| Saison                | Club                  | Division              | M.          | B.          | M.              | B.              | M.                | B.                | M.         | B.         | Comp.                          | M.                             | B.                             | M.    | B.    | M.    | B.    |
| 2007-2008             | Wydad Casablanca      | 1                     | 2           | 1           | -               | -               | -                 | -                 | -          | -          | -                              | -                              | -                              | -     | -     | 2     | 1     |
| 2008-2009             | Wydad Casablanca      | 1                     | 14          | 1           | -               | -               | -                 | -                 | -          | -          | -                              | -                              | -                              | -     | -     | 14    | 1     |
| 2009-2010             | RC Lens               | 1                     | -           | -           | -               | -               | 1                 | 0                 | -          | -          | -                              | -                              | -                              | 2     | 0     | 3     | 0     |
| 2009-2010             | FC Nantes (prêt)      | 2                     | 8           | 0           | -               | -               | -                 | -                 | -          | -          | -                              | -                              | -                              | -     | -     | 8     | 0     |
| 2010-2011             | Qadsia SC             | 1                     | 18          | 0           | -               | -               | -                 | -                 | -          | -          | C1                             | 7                              | 0                              | -     | -     | 25    | 0     |
| 2011-2012             | Vitória Guimarães     | 1                     | 25          | 0           | 1               | 0               | 3                 | 0                 | 1          | 0          | C3                             | 4                              | 0                              | 2     | 0     | 36    | 0     |
| 2012-2013             | Vitória Guimarães     | 1                     | 24          | 1           | 5               | 0               | 2                 | 0                 | -          | -          | -                              | -                              | -                              | 12    | 1     | 43    | 2     |
| 2013-2014             | Levante UD            | 1                     | -           | -           | -               | -               | -                 | -                 | -          | -          | -                              | -                              | -                              | -     | -     | 0     | 0     |
| Total sur la carrière | Total sur la carrière | Total sur la carrière | 91          | 3           | 6               | 0               | 6                 | 0                 | 1          | 0          | -                              | 11                             | 0                              | 16    | 1     | 131   | 4     |

| Matches internationaux d'Issam El Adoua | Matches internationaux d'Issam El Adoua | Matches internationaux d'Issam El Adoua                      | Matches internationaux d'Issam El Adoua | Matches internationaux d'Issam El Adoua | Matches internationaux d'Issam El Adoua | Matches internationaux d'Issam El Adoua  | Matches internationaux d'Issam El Adoua |
| 0                                       | Date                                    | Lieu                                                         | Adversaire                              | Score                                   | Résultats                               | Compétitions                             |                                         |
| --------------------------------------- | --------------------------------------- | ------------------------------------------------------------ | --------------------------------------- | --------------------------------------- | --------------------------------------- | ---------------------------------------- | --------------------------------------- |
| 1                                       | 12 août 2009                            | Complexe sportif Moulay-Abdallah, Rabat, Maroc               | Congo                                   | —                                       | 1-1                                     | Match amical                             |                                         |
| 2                                       | 14 novembre 2009                        | Complexe sportif de Fès, Fès, Maroc                          | Cameroun                                | —                                       | 0-2                                     | Éliminatoires Coupe du monde 2010        |                                         |
| 3                                       | 25 mai 2012                             | Grand Stade de Marrakech, Marrakech, Maroc                   | Sénégal                                 | —                                       | 1-0                                     | Match amical                             |                                         |
| 4                                       | 9 juin 2012                             | Grand Stade de Marrakech, Marrakech, Maroc                   | Côte d'Ivoire                           | —                                       | 2-2                                     | Éliminatoires Coupe du monde 2014        |                                         |
| 5                                       | 15 août 2012                            | Complexe sportif Moulay-Abdallah, Rabat, Maroc               | Guinée                                  | —                                       | 1-2                                     | Match amical                             |                                         |
| 6                                       | 9 septembre 2012                        | Estádio da Machava (en), Maputo, Mozambique                  | Mozambique                              | —                                       | 2-0                                     | Qualifications à la Coupe d'Afrique 2013 |                                         |
| 7                                       | 13 octobre 2012                         | Grand Stade de Marrakech, Marrakech, Maroc                   | Mozambique                              | —                                       | 4-0                                     | Qualifications à la Coupe d'Afrique 2013 |                                         |
| 8                                       | 14 novembre 2012                        | Stade Mohammed-V, Casablanca, Maroc                          | Togo                                    | —                                       | 0-1                                     | Match amical                             |                                         |
| 9                                       | 8 janvier 2013                          | Rand Stadium (en), Johannesburg, Afrique du Sud              | Zambie                                  | —                                       | 0-0                                     | Match amical                             |                                         |
| 10                                      | 12 janvier 2013                         | Rand Stadium (en), Johannesburg, Afrique du Sud              | Namibie                                 | —                                       | 2-1                                     | Match amical                             |                                         |
| 11                                      | 19 janvier 2013                         | FNB Stadium, Johannesburg, Afrique du Sud                    | Angola                                  | —                                       | 0-0                                     | Coupe d'Afrique 2013                     |                                         |
| 12                                      | 23 janvier 2013                         | Stade Moses-Mabhida, Durban, Afrique du Sud                  | Cap-Vert                                | —                                       | 1-1                                     | Coupe d'Afrique 2013                     |                                         |
| 13                                      | 27 janvier 2013                         | Stade Moses-Mabhida, Durban, Afrique du Sud                  | Afrique du Sud                          | 1-0                                     | 2-2                                     | Coupe d'Afrique 2013                     |                                         |
| 14                                      | 24 mars 2013                            | Benjamin Mkapa National Stadium, Dar-es-Salaam, Tanzanie     | Tanzanie                                | —                                       | 3-1                                     | Éliminatoires Coupe du monde 2014        |                                         |
| 15                                      | 8 juin 2013                             | Grand Stade de Marrakech, Marrakech, Maroc                   | Tanzanie                                | —                                       | 2-1                                     | Éliminatoires Coupe du monde 2014        |                                         |
| 16                                      | 15 juin 2013                            | Grand Stade de Marrakech, Marrakech, Maroc                   | Gambie                                  | —                                       | 2-0                                     | Éliminatoires Coupe du monde 2014        |                                         |
| 17                                      | 14 août 2013                            | Stade Ibn Batouta, Tanger, Maroc                             | Burkina Faso                            | —                                       | 1-2                                     | Match amical                             |                                         |
| 18                                      | 7 septembre 2013                        | Stade Félix-Houphouët-Boigny, Abidjan, Côte d’Ivoire         | Côte d'Ivoire                           | —                                       | 1-1                                     | Éliminatoires Coupe du monde 2014        |                                         |
| 19                                      | 11 octobre 2013                         | Stade Adrar, Agadir, Maroc                                   | Afrique du Sud                          | 1-0                                     | 1-1                                     | Match amical                             |                                         |
| 20                                      | 5 mars 2014                             | Grand Stade de Marrakech, Marrakech, Maroc                   | Gabon                                   | —                                       | 1-1                                     | Match amical                             |                                         |
| 21                                      | 23 mai 2014                             | Estádio de São Luís (en), Faro, Portugal                     | Mozambique                              | —                                       | 4-0                                     | Match amical                             |                                         |
| 22                                      | 28 mai 2014                             | Stade de l'Algarve, Faro, Portugal                           | Angola                                  | —                                       | 0-2                                     | Match amical                             |                                         |
| 23                                      | 6 juin 2014                             | Stade Lokomotiv, Moscou, Russie                              | Russie                                  | —                                       | 2-0                                     | Match amical                             |                                         |
| 24                                      | 3 septembre 2014                        | Stade Mohammed-V, Casablanca, Maroc                          | Qatar                                   | —                                       | 0-0                                     | Match amical                             |                                         |
| 25                                      | 9 octobre 2014                          | Grand Stade de Marrakech, Marrakech, Maroc                   | Centrafrique                            | —                                       | 4-0                                     | Match amical                             |                                         |
| 26                                      | 13 octobre 2014                         | Grand Stade de Marrakech, Marrakech, Maroc                   | Kenya                                   | —                                       | 3-0                                     | Match amical                             |                                         |
| 27                                      | 13 novembre 2014                        | Stade Adrar, Agadir, Maroc                                   | Bénin                                   | —                                       | 6-1                                     | Match amical                             |                                         |
| 28                                      | 16 novembre 2014                        | Stade Adrar, Agadir, Maroc                                   | Zimbabwe                                | —                                       | 2-1                                     | Match amical                             |                                         |
| 29                                      | 28 mars 2015                            | Stade Adrar, Agadir, Maroc                                   | Uruguay                                 | —                                       | 0-1                                     | Match amical                             |                                         |
| 30                                      | 12 juin 2015                            | Stade Adrar, Agadir, Maroc                                   | Libye                                   | —                                       | 1-0                                     | Qualifications à la Coupe d'Afrique 2017 |                                         |
| 31                                      | 5 septembre 2015                        | Estádio Nacional 12 de Julho, São Tomé, Sao Tomé-et-Principe | Sao Tomé-et-Principe                    | —                                       | 0-3                                     | Qualifications à la Coupe d'Afrique 2017 |                                         |
| 32                                      | 9 octobre 2015                          | Stade Adrar, Agadir, Maroc                                   | Côte d'Ivoire                           | —                                       | 0-1                                     | Match amical                             |                                         |
| 33                                      | 12 octobre 2015                         | Stade Adrar, Agadir, Maroc                                   | Guinée                                  | —                                       | 1-1                                     | Match amical                             |                                         |
| 34                                      | 12 novembre 2015                        | Stade Adrar, Agadir, Maroc                                   | Guinée équatoriale                      | —                                       | 2-0                                     | Éliminatoires Coupe du monde 2018        |                                         |
| 35                                      | 15 novembre 2015                        | Stade Nkoantoma, Bata, Guinée équatoriale                    | Guinée équatoriale                      | —                                       | 1-0                                     | Éliminatoires Coupe du monde 2018        |                                         |